# Ōsugi Kumiko
Kumiko Ōsugi (大杉久美子 (Đại Sam Cửu Mĩ Tử) Ōsugi Kumiko, sinh ngày 10 tháng 7 năm 1951) là một nghệ sĩ J-pop đến từ Tokyo. Năm 1964 bà thu âm bài hát tại Crown Records sử dụng nghệ danh Shibayama Momoko (柴山モモコ Shibayama Momoko). Ca khúc đầu tiên được ra mắt với tên thật của bà là Attack No. 1 (アタックNo.1 Atakku Nanbā Wan), bài hát chủ đề mở đầu cho anime Attack No. 1. Sau đó bà tiếp tục thể hiện nhiều ca khúc chủ đề cho những anime khác, bao gồm cả Doraemon, Aim for the Ace!, Araiguma Rascal, Flanders no Inu, và Oz no Mahōtsukai.
Bà được fan hâm mộ và giới báo chí Nhật Bản gọi là "Nữ hoàng của nhạc Anime" và nằm một trong "Tứ Thiên Vương Anison" (アニソン四天王), cùng với Ichiro Mizuki, Isao Sasaki, và Mitsuko Horie.
Ca khúc chủ đề mở đầu cho Heidi, Girl of the Alps thường bị hiểu lầm là do Ōsugi trình bày. Nhưng thực sự nó được trình bày bởi Kayo Ishū ja:伊集加代, một ca sĩ phòng thu. Nhưng Ōsugi đã trình bày ca khúc chủ đề kết thúc phim.